# Biscotti salati all'anice
I Biscotti salati all'anice (colloquialmente chiamati "Biscotti coll'anici" o "Biscotti della Sposa") sono un prodotto alimentare tipico del Monte Amiata e della provincia di Grosseto, in particolare del comune di Roccalbegna. Nonostante il nome, sono dei prodotti salati simili ai taralli meridionali, aromatizzati con i semi di anice, con una tipica forma a 8 intrecciato e una peculiare tecnica di cottura che li rendono simili ai Bretzel di origine teutonica e alle scaldatelle originarie del mezzogiorno d'Italia.

## Storia
Le origini del biscotto sono molto antiche, da ricondursi al Medioevo, infatti le materie prime semplici e facilmente reperibili lo rendevano diffuso in tutte le famiglie dei borghi. Nasce da una tradizione contadina ed è un prodotto a lunga conservazione che mantiene per alcuni giorni gusto e sapore.
I contadini lo portavano con loro durante la giornata ed all'occorrenza diventava un pretesto per fare una pausa e recuperare energia prima di continuare il lavoro nei campi. Il biscotto veniva usato anche per svezzare i bambini e per attenuare la necessità di mordere sempre qualcosa durante il periodo della dentizione.
Oggi, accanto ad una produzione casalinga che si tramanda da generazioni, è assai diffusa nella zona d'origine la produzione dei forni per la rivendita del prodotto al pubblico.

## Ricetta
La ricetta base, stabilita da un disciplinare di produzione nell'aprile del 2016, prevede l'utilizzo di farina, lievito di birra, acqua, olio extravergine d'oliva e vino bianco (questi ultimi due rigorosamente prodotti nel territorio amiatino), semi di anice e sale. Peculiare è la doppia cottura, infatti dopo aver preparato l'impasto e dato ai biscotti la tipica forma a 8 vengono prima lessati in acqua salata bollente per qualche secondo e poi, dopo che si sono asciugati bene, vengono cotti al forno.
Nella preparazione casalinga, in base alle ricette personali tramandate da generazioni, la ricetta base può prevedere alcune modifiche. Nella maggior parte delle ricette l'impasto non viene fatto lievitare ma viene subito cotto in pentola e poi in forno, in altre versioni gli viene data la forma a 8 e poi fatto lievitare prima di cuocerlo in pentola e poi in forno.